# Pietat Desplà
La Pietat Desplà és una pintura a l'oli sobre fusta encarregada per l'ardiaca Lluís Desplà i d'Oms al pintor Bartolomé Bermejo que està datada l'any 1490. Es conserva al Museu de la sala capítular de la Catedral de Barcelona, on també es troba la làpida sepulcral de Lluís Desplà. Originalment, va ser encarregada per a servir de retaule de la capella privada de Lluís Desplà.
La Pietat Desplà és una obra mestra de la pintura del gòtic tardà, clarament influïda per la pintura flamenca.

## Descripció
El tema central d'aquesta obra és La Pietat o Pietà, és a dir, la representació de Maria, la Mare de Jesús, amb el seu fill mort damunt la seva falda, després de la crucifixió. A la dreta del grup principal s'hi troba el retrat del donant, Lluís Desplà (1444-1524), que apareix agenollat. A l'esquerra hi ha representat Sant Jeroni vestit amb hàbits cardenalicis i amb un lleó adormit als seus peus.
El pintor ha situat l'escena en un paisatge a cel obert representat amb tota mena de detalls. En primer terme s'observen flors i plantes silvestres i petits animalons com papallones, marietes, un llangardaix, una cadernera, un escurçó, etc.
Al fons s'hi veu la creu del Calvari i la ciutat de Jerusalem. El cel està parcialment ennuvolat i mostra les llums violàcies del capvespre.
Mesura 164 × 178 cm.
Al peu de la taula, sobre el marc, es llegeix la inscripció en llatí "Opus Bartholomei Vermeio cordubensis impensa Lodovici de Spla Barcinonensis archidiaconi absolutum XXIII aprilis anno salutis christianarum CCCCLXXXX" que vol dir "Obra de Bartolomé Bermejo de Còrdova, costejada per Lluís Desplà, ardiaca de Barcelona, acabada el 23 d'abril de l'any 1490 de la redempció cristiana"

## Restauracions
Ha estat intervinguda els anys 1971 i 1985. La darrera restauració és de l'any 2017 i ha estat possible gràcies al mecenatge de la Fundació Banc Sabadell.